# فراشة نطاطة عملاقة
الفراشات النطاطة العملاقة أو القافزات الضخمة (الاسم العلمي: Megathyminae)، فُصيلة حشرات فراشية من فصيلة الفراشات النطاطة. تصنفها بعض المراجع على أنها فصيلة منفصلة عن فصيلة الفراشات النطاطة. تضم قبيلتين وثلاثة أجناس وحوالي ثمانية عشر نوعًا. هذه الفراشات تعيش عادة في جنوب غرب الولايات المتحدة والمكسيك في المناطق الصحراوية.